# Estação Ferroviária de Monte das Flores
A Estação Ferroviária de Monte das Flores é uma interface encerrada da Linha de Évora, que servia a localidade de Monte das Flores, no município de Évora, em Portugal.

## Descrição
Em Janeiro de 2011, contava com duas vias de circulação, ambas com 1105 m de comprimento; só a primeira linha apresentava uma plataforma, que tinha 35 m de extensão e 70 cm de altura.

## História
Esta interface insere-se no troço entre Casa Branca e Évora da Linha de Évora, que foi inaugurado em 14 de Setembro de 1863.

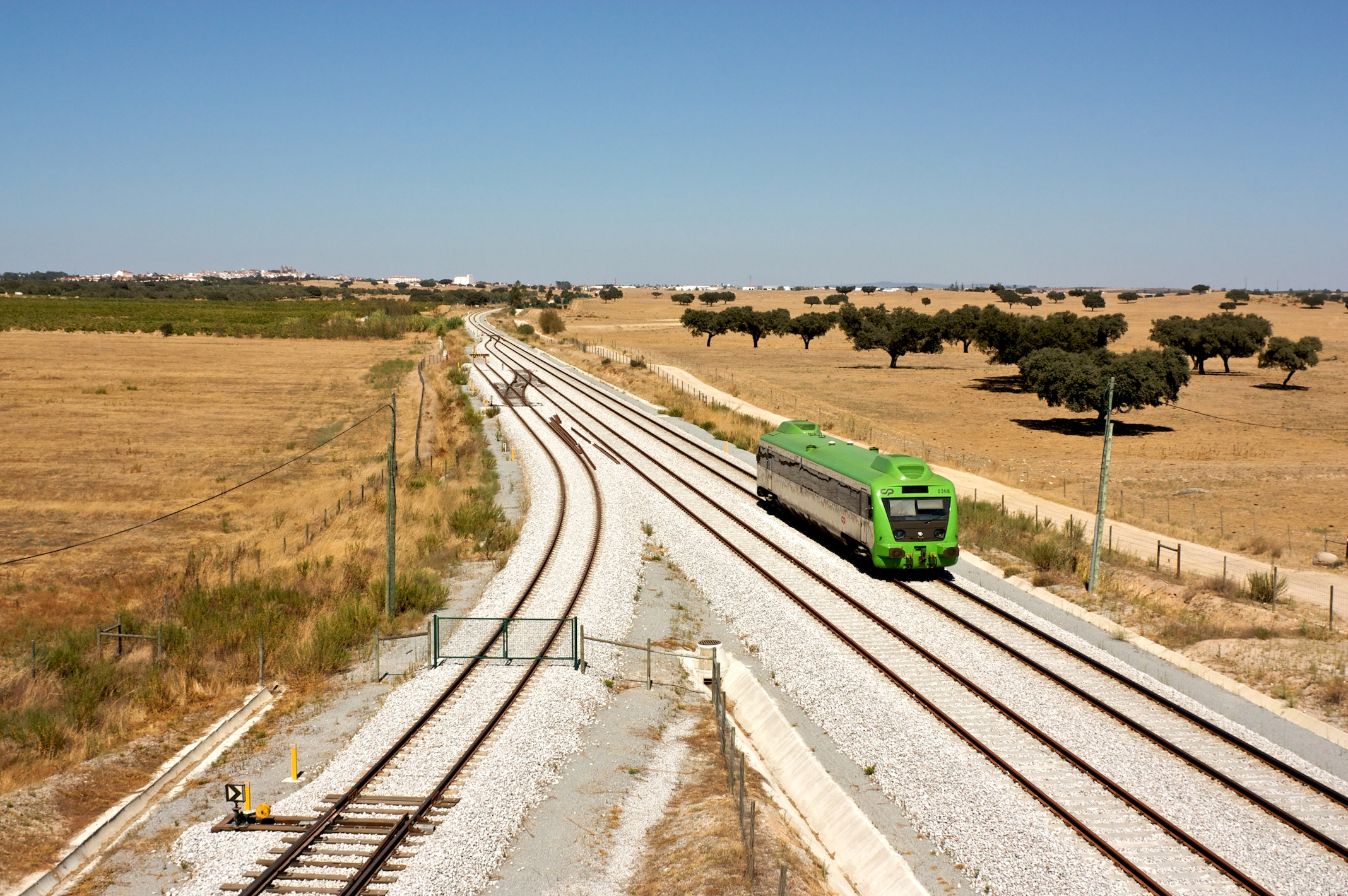
Automotora a entrar no apeadeiro de Monte das Flores, em 2009. À esquerda está a entrada para o Ramal Pedreira do Sul.